# Peter Astbury Brunt
Pour les articles homonymes, voir Brunt.
Peter Astbury Brunt (23 juin 1917 à Coulsdon, Surrey, Angleterre – 5 novembre 2005 à Oxford) est un historien britannique spécialisé dans l'Antiquité, de l'Université d'Oxford et membre de la British Academy.

## Biographie
Brunt, fils d'un pasteur méthodiste, étudie à l’Ipswich School, à l’Oriel College et est diplômé en 1939.
Pendant la Seconde Guerre mondiale, il sert au ministère de la Marine.
Il commence sa carrière académique à l'université de St Andrews avant de devenir membre de l’Oriel College de 1951 à 1968 puis à Cambridge pour devenir administrateur principal financier (Senior Bursar) au Gonville and Caius College.
Brunt est nommé membre de la British Academy en 1969.
En 1970, Brunt retourne à Oxford en tant que membre du Brasenose College pour prendre la chaire d'histoire antique Camden (du nom de William Camden) jusqu'en 1982, succédant à Ronald Syme.
Il est président de la Société pour la promotion des études romaines de 1980 à 1983 à la British Academy.
Le principal ouvrage de Brunt est son étude de 1971 sur les classes romaines et italiennes de la deuxième guerre punique à la fin du règne d'Auguste : Italian manpower 225 B.C. – A.D. 14.

## Quelques travaux
- Italian manpower 225 B.C. – A.D. 14, Clarendon Press, Oxford, 1971.
- Social conflicts in the Roman republic, Chatto & Windus, Londres, 1971.
- The fall of the Roman Republic and related essays, Clarendon Press, Oxford, 1988.
- Roman imperial themes, Clarendon Press, Oxford, 1990.
- Studies in Greek history and thought, Clarendon Press, Oxford 1993.